# Rob Stewart (réalisateur)
Pour les articles homonymes, voir Stewart et Rob Stewart.
Rob Stewart, né le 28 décembre 1979 à Toronto (Canada) et mort le 31 janvier 2017 dans l'archipel des Keys (Floride, États-Unis), est un photographe animalier canadien, spécialiste des requins, et réalisateur.
Il est notamment le réalisateur des films Les Seigneurs de la mer (Sharkwater) sorti en 2006 et Révolution sorti en 2013 au Canada.

## Biographie
Robert Brian Stewart est né le 28 décembre 1979 à Toronto. Fils de Brian Stewart et Sandra Stewart (née Campbell), il a une sœur prénommée Alexandra.
C'est enfant que Rob Stewart se découvre une passion pour les requins. À 9 ans, alors qu'il nage en bord de mer près des Îles Caïmans, il rencontre un requin, qui fuit aussitôt. Rob fut très étonné de ne pas être dévoré ; dès lors, il n'aura de cesse de les défendre. À 13 ans, il commence la photographie sous-marine.
Rob entreprend ensuite des études de biologie. Il obtient sa licence en biologie à l'Université de Western Ontario et devient professeur de plongée. Il a alors 18 ans. Il étudie la biologie marine et la zoologie au Kenya et en Jamaïque. Il devient pendant quatre années le photographe animalier en chef pour les magazines de la Fédération canadienne de la faune, ce qui lui permet de rencontrer et de passer le temps nécessaire avec ses animaux fétiches. Il réalise alors plus de 15 000 photos sur la faune et la nature. Stewart se rend compte de l'urgence de protéger les requins alors qu'il découvre des palangres dans une réserve sous-marine des îles Galápagos en 2001. L'idée germe alors de réaliser un film pour alerter le grand public.
À 22 ans, il laisse alors son métier de photographe et entame une longue expédition dans douze pays. Pendant les quatre années suivantes, il filme les requins et entre en contact avec le fondateur de la Sea Shepherd Conservation Society, Paul Watson. Ils tenteront d'empêcher les pêcheurs de requins de réaliser leur besogne. Ils seront appréhendés par la justice du Costa Rica alors qu'ils filmaient un entrepôt taïwanais d'ailerons de requins. Ils s'enfuient en bateau. Cependant leur action a marqué la population, qui manifeste et revendique l'interdiction de pêcher les requins. Un décret fut alors mis en place, qui interdit la pêche au requin. C'est alors que la jambe de Rob s'infecte à la suite d'une blessure. Il manque de la perdre et passe six semaines à l'hôpital avant d'en ressortir intact. C'est là qu'il apprend l'action des habitants du Costa Rica. Cette histoire donne naissance en 2006 au premier long métrage réalisé par Rob Stewart à l'âge de 27 ans : Les Seigneurs de la mer (Sharkwater), intitulée S.O.S. Requins au Québec. Son film a reçu de nombreuses récompenses à travers le monde.
Son deuxième long métrage, Révolution, sort en salle au Canada en avril 2013 et aux États-Unis en avril 2015. Il s'agit d'un deuxième documentaire dont le tournage a duré quatre ans et pour lequel Rob Stewart s'est rendu dans quinze pays différents, afin d'évaluer le niveau de protection de la biodiversité et des écosystèmes à travers le monde. Il conclut de cette aventure que sauver la biodiversité revient à sauver l'humanité, ce qui nécessite une prise de conscience globale. Ce film n'est distribué en salles qu'au Canada et aux États-Unis.
En 2015, Il coréalise avec Jonah Bryson le court métrage The Fight for Bala, un film à propos de la capacité d'une communauté à se soulever contre le développement d'une centrale hydroélectrique au niveau des chutes de Bala au Canada (Ontario). Comme ses autres documentaires, cela fait suite à un élément de sa biographie : Rob Stewart a souvent visité la petite ville de Bala avec ses parents étant jeune.
Il décide de donner une suite à son premier succès : Sharkwater Extinction, dont la réalisation commence en 2016. Ce sera son dernier film. Lors du tournage de celui-ci au large de la Floride, il trouve la mort dans un accident de plongée en janvier 2017. Le film sera cependant achevé pour respecter la mémoire du réalisateur et le combat de l'homme.

## Mort
Rob Stewart est porté disparu le 31 janvier 2017 alors qu'il effectuait une plongée à Alligator Reef, au large de Florida Keys, et qu'il allait remonter sur le bateau. Il était en plein tournage de son film Sharkwater Extinction. Son corps est retrouvé le 3 février. La cause de sa mort est encore inconnue. Cependant, Rob Stewart plongeait pour la première fois avec un recycleur, un appareil qui présente des avantages pour observer discrètement la faune, mais augmente les risques et demande une formation spécifique ; son instructeur a ainsi perdu conscience juste après être remonté sur le bateau, et il a pu arriver la même chose à Rob, qui était encore dans l'eau.

## Filmographie
- 2006 : Les Seigneurs de la mer (Sharkwater)
- 2012 : Révolution
- 2015 : The Fight for Bala
- 2017 : Sharkwater Extinction

## Publications
Outre ses publications photographiques avant de se consacrer au cinéma, Rob Stewart a écrit deux livres publiés en anglais : 
- Rob Stewart, Sharkwater : an Odyssey to save the Planet, Key Porter Books, 2007, 215 p.  (ISBN 1552639711 et 978-1552639719)
- Rob Stewart, Save the Humans, Random House Canada, 2012, 304 p.  (ISBN 0307360075 et 978-0307360076)

### Sites officiels
- Site officiel des photographies de Rob Stewart
- Site officiel du film Les Seigneurs de la mer
- Site officiel du film Revolution
- Site officiel du film The Fight for Bala

### Bases de données et notices
- Ressources relatives à l'audiovisuel :   - AllMovie
  - Allociné
  - Film-documentaire.fr
  - IMDb
- Notices d'autorité :   - VIAF
  - ISNI
  - BnF (données)
  - IdRef
  - LCCN
  - GND
  - Italie
  - Espagne
  - Pays-Bas
  - Israël
  - Canada
  - WorldCat